# Wijntoerisme

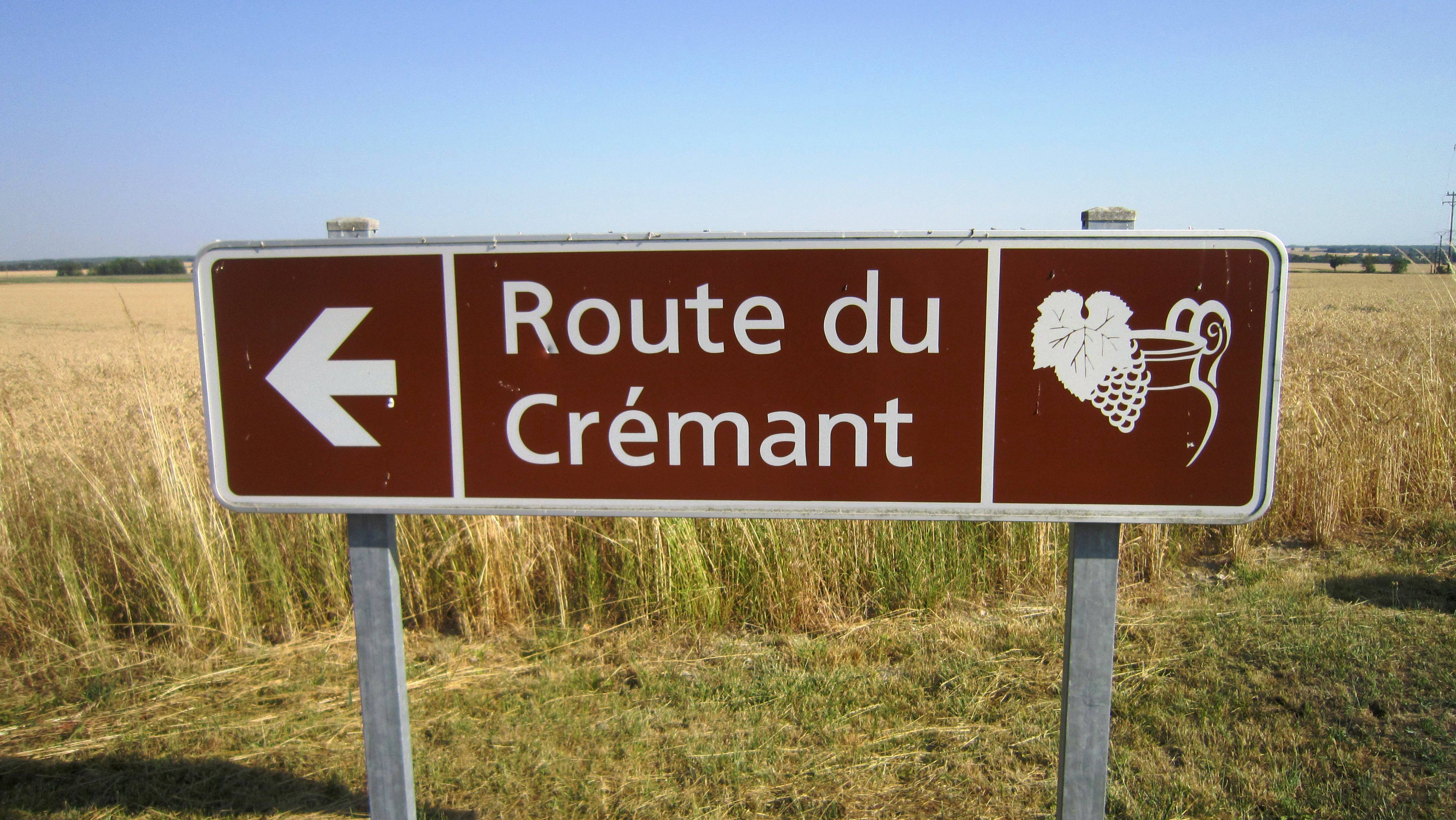
Route du Crémant

Wijntoerisme, ook wel oenotoerisme, is het proeven, consumeren of aanschaffen van wijn, vaak bij de bron. Wijntoerisme kan bezoeken aan wijnboeren, proeverijen of restaurants bevatten. Er bestaan voor wijntoerisme zelfs speciale wijnfestivals. Veel regio's die bekendstaan om hun wijn verdienen geld aan het wijntoerisme. Flinders University in Australië heeft een speciale studie over wijntoerisme.
Binnen het wijntoerisme spelen oogstfeesten een rol. Ook andere gebeurtenissen, zoals de aankomst van de Beaujolais Nouveaux in de stad Beaujeu in de streek Beaujolais, en de nabij gelegen stad Lyon. 
Om het wijntoerisme te bevorderen worden in de wijnstreken wijnroutes uitgetekend. Deze gelabelde routes tonen de toerist de weg naar de wijnboeren en andere interessante toeristische locaties. 

## Belang van wijntoerisme

### Economische impact
Wijntoerisme levert een aanzienlijke bijdrage aan lokale economieën. Bezoekers besteden geld aan accommodaties, restaurants, lokale producten en activiteiten, wat leidt tot werkgelegenheid en economische groei in wijnproducerende regio's. In 2020 werd de wereldwijde markt voor wijntoerisme geschat op ongeveer $8,65 miljard en zal naar verwachting groeien tot bijna $29,59 miljard in 2030, met een samengesteld jaarlijks groeipercentage (CAGR) van 13,6% tussen 2021 en 2030.

### Culturele en gastronomische waarde
Wijntoerisme bevordert culturele uitwisseling en begrip tussen mensen van verschillende achtergronden. Bezoekers maken kennis met lokale tradities, culinaire specialiteiten en de geschiedenis van wijnregio's, wat bijdraagt aan een grotere waardering voor de lokale cultuur. 

### Duurzaamheid en innovatie
Steeds meer wijnregio's richten zich op duurzame wijnbouwpraktijken en ecotoerisme. Initiatieven zoals biologische en biodynamische wijnproductie verminderen de ecologische voetafdruk en trekken milieubewuste toeristen aan. Daarnaast stimuleren technologische innovaties, zoals virtuele proeverijen en AI-sommelierdiensten, nieuwe vormen van interactie en beleving binnen het wijntoerisme.

## Uitdagingen en toekomst van wijntoerisme

### Klimaatverandering
Klimaatverandering vormt een aanzienlijke bedreiging voor traditionele wijnbouwgebieden. Stijgende temperaturen en veranderende weersomstandigheden kunnen de kwaliteit en kwantiteit van druivenoogsten beïnvloeden, wat directe gevolgen heeft voor het wijntoerisme. In Frankrijk bijvoorbeeld is tussen 2003 en 2012 naar schatting 100.000 hectare wijngaarden verdwenen als gevolg van klimaatverandering. Anderzijs ontstaan er ook nieuwe wijngebieden. 

### Duurzaam toerisme
Overtoerisme kan leiden tot druk op lokale gemeenschappen en het milieu. Het is essentieel voor wijnregio's om duurzame toeristische praktijken te implementeren die zowel de behoeften van toeristen als die van de lokale bevolking respecteren. Initiatieven zoals de 'wijnstraat' in Vlaanderen en Nederland, een route die langs wijngebieden in de grensregio voert, zijn voorbeelden van hoe duurzaam wijntoerisme kan worden ontwikkeld.

### Innovatie en technologie
De integratie van technologie in wijntoerisme biedt zowel kansen als uitdagingen. Hoewel virtuele proeverijen en digitale platforms nieuwe manieren van interactie mogelijk maken, blijft de authentieke ervaring van het bezoeken van een wijngaard onvervangbaar. Het is aan de wijnindustrie om een balans te vinden tussen technologische innovaties en traditionele ervaringen om relevant te blijven voor een divers publiek.